# Kristijan Sekulić
Kristijan Čedomir Sekulić (Novi Sad, 27. veljače 1969.) je akademski slikar iz Novog Sada, rodom iz Petrovaradina. Trenutačno živi i radi u Novom Sadu i Petrovaradinu. Osim što slika, postavlja ukrasne mozaike i ambijentalne dekoracije te restaurira materijale u drvetu.

## Životopis
Rođen je u Novom Sadu, gdje je odrastao i gdje se školovao. Završio Srednju umjetničku školu »Bogdan Šuput«, smjer dizajn grafike.
Slikarstvom se bavi od 1979. godine. Poslije toga, od devedesetih, bio je u svojevrsnom egzilu po različitim mjestima u Europi, od 1992. do 1994. živio je i radio u Pragu, Beču i Budimpešti, od 1993. do 1999. godine živio je i radio u Petrovaradinu, Novom Sadu, Pragu, Beču, Cetinju i Gőttingenu. U Pragu je radio kao instruktor crtanja i slikanja u American International School Hillside.
Od 1994. do 1996. godine. Bio je asistent scenografa na TVNS kao vanjski suradnik honorarno je surađivao s Nezavisnim, za koji je crtao strip »Lala« s antiratnim i antirežimskim porukama. Razdoblje od od 1999. do 2004. proveo je u Njemačkoj gdje je uz manje prekide živio i radio u Göttingenu, a potom u Mellingenu i Solothurnu (Švicarska), gdje je uspješno djelovao. 
Koncem tih devedesetih ponovno vratio se u Novi Sad na poziv msgr. Stjepana Milera, nakon čega je nastao serijal u svetištu Gospe Snježne. 
Iz tog vremena datira duhovita anegdota s njegovim duhovnikom u Petrovaradinu vlč. Markom Kljajićem, kad ga je Kljajić pitao zašto ga nema u crkvi, na što mu je Sekulić odgovorio da se moli Bogu više nego on, zbog nestabilne skele na kojoj radi u crkvi.
Premda je Novosađanin, vrlo je vezan uz Suboticu, koju je nazvao sebi dragim gradom, gradom s jakom hrvatskom zajednicom. Svojedobno je sudjelovao na likovnim kolonijama HKC-a 'Bunjevačko kolo' i drugih slikarskih kolonija i simpozija, kako domaćih tako i međunarodnih. U međuvremenu sa suradnicima osnovao je udrugu 'Cro Art', čiji je član. Član je HKPD »Jelačić« iz Petrovaradina.
Izlagao je samostalno na 18 izložaba, među ostalim u Zavodu za kulturu vojvođanskih Hrvata u Subotici, Američkom kutku u Novom Sadu, u prostorijama Talijanskog kulturnog centra »Il Belpaese« u Petrovaradinu u Petrovaradinu siječnja 2006. u prostorijama crkve Sv. Jurja u Petrovaradinu pod pokroviteljstvom HKPD »Jelačić« i dr. Polovica izložbi bila je u Vojvodini, a polovica u Švicarskoj.
Skupno je na izlagao na 16 izložbi, s Hrvatskom likovnom udrugom CroArt u Galeriji Otvorenog sveučilišta u Subotici travnja 2013., gdje su izlagali još Ruža Tumbas, Cilika Dulić Kasiba, Cecilija Miler, Ružica Miković-Žigmanov, Snežana Kiš, Katica Seleši, Kata Šetrov, Eva Horvat Uzon, Nela Horvat, Slobodan Zovko, Lajoš Kelč, Šandor Kerekeš, Tomo Marjanović, Janoš Nađpastor i Jakov Makaji.
Mnoge privatne zbirke u zemlji i inozemstvu sadrže Sekulićeve slike.
Radio je u Poljskoj, Mađarskoj, Austriji, Njemačkoj, te u Švicarskoj, stekavši veliko iskustvo. Povratkom u domovinu, okrenuo se sakralnim temama. Postao je poznat po serijalu slika u svetištu Gospe Snježne na Tekijama koji je oslikao po povratku u domovinu (na srednjem dijelu stropa svetišta Gospe Snježne na Tekijama serijal slika iz ciklusa Slavnih otajstava krunice, kao i veliku scenu bitke kod Petrovaradina 1716.), 
Za dobivanje posla u Petrovaradinu, oslikavanje crkve Snježne Gospe prodonio je nastup na međunarodnoj likovnoj koloniji u Petrovaradinu »Kapije Europe Tekije«, gdje je uradio dvije slike u čast princa Eugena Savojskoga i Snježne Gospe.
Zatim je poznat po oslikavanju u cijelosti unutarnjih zidova dviju pravoslavnih crkava od 2007. do 2011. godine. Sudjelovao je od 2011. u obnovi unutrašnjosti crkve sv. Ivana Nepomuka u Gibarcu kao glavni majstor. Za obnovu ga je našao župnik vlč. Nikica Bošnjaković na nagovor prijatelja. Sekulić je radio na osam stupova koji će djelovati kao da su od mramora i radio je pozlatu na oltaru, pri čemu je otkrio četiri freske, dvije pokrajnje, koje vjerojatno datiraju iz posljednje obnove 1902. godine. Od 2000. nosi zvanje „počasnog sakralnog slikara“ pri Đakovačko-srijemskoj biskupiji. Diljem Vojvodine oslikao je mnoštvo crkava, a i diljem Hrvatske (Županja, Ilok - župna crkva sv. Ivana Kapistrana).
Zbog zapaženog nastupa već na prvom sudjelovanju na Likovnoj koloniji Bunarić 2004., dobio je poziv da prigodom 200. obljetnice od rođenja bana Josipa Jelačića, u Petrovaradinu naslika sliku po narudžbi Ministarstva vanjskih poslova Republike Hrvatske. Za djelo je dobio sjajne kritike.

## Slikarska tehnika i teme
Slika u tehnici ulja na platnu, kombiniranog ulja i različite tematike, ali najdraži su mu, vojvođanski motivi, no upušta se i u antičke motive (ciklus Antika nova), prikaze čari pustinja, ljepota i snaga konja, tajnovitost Atlantide, rimskih galija, starih gradova, kipova, "ali je ipak nekako sve okrenuto Mediteranu i kolijevci civilizacije i završava se bijelim konjem, simbolom čistote«". Budući da su mu dugo vremena teme bile salaši, ravnica, a želići izaći ljudima u susret da tematski bude interesantno i intrigantno, a ne dosadno, odlučio je malo izaći iz tog kalupa te staviti naglasak na jedan jugozapadni prostor SAD-a, na pustinje koje ga "fasciniraju zbog bogatstva boja, kamena, topline".
Povjesničarka umjetnosti Ljubica Vuković Dulić za Sekulića je rekla da je autor koji pruža mogućnost slojevitog i višeznačenjskog sagledavanja svojeg djela. Slike sa subotičke izložbe Sekulić je razvrstao u četiri ciklusa, koje imenuje nazivima simbola zemlje, vode, zraka i vatre, a Vuković Dulić ocijenila je da se simbolika tih ciklusa "može vezati uz četiri razine ljudskosti, i to tjelesnost, intelekt, emocionalnost i duhovnost, ali i uz četiri razine ljudske svijesti - objektivno, subjektivno, podsvjesno i kozmičko."
Profesor likovne umjetnost Geza Verebeš klasificirao je Sekulićeva djela u tri cjeline: Odlazak u prirodu (klasične vrijednosti, vojvođanski krajolici), Zlatnu sredinu (kojoj pripada ciklus Katedrala, spoj sa suvremenim umjetničkim izrazom) i treću koju predstavljaju apstraktna djela (prikaz čovjekovog postojanja u kozmosu, kojim otvara brojna pitanja za promišljanje), a "širokom rasponu između klasičnog i suvremenog, gdje nastaju maštovita i kreativna djela, Sekulić pristupa s rijetko viđenim suvremenim rješenjima, kao što je to slučaj u njegovom opusu, Katedrala’".

## Nagrade
Višestruko je nagrađivan. Ističe se nagrada:
- 2003. Nagrada za slikarstvo grada Berna[5]
- Zastupljen u ilustriranoj monografiji Muzeja Vojvodine o sudionicima na kolonijama od 1997. do 2007.[7]